# Socha Průmysl
Socha Průmysl je bronzová plastika v parčíku u Sokolovské ulice, na levém břehu řeky Rokytka, poblíž Polikliniky Vysočany ve Vysočanech v městské části Praha 9. Autorem díla z roku 1938 je český výtvarník a jeden z hlavních představitelů české meziválečné avantgardy Vincenc Makovský (1900–1966). Plastika je památkově chráněna od 3. května 1958.

## Popis a historie díla
Plastika ztvárňuje alegoricky průmysl jako antického nahého muže v nadživotní velikosti s mírně dopředu nachýlenou hlavou. Myž stojí v kontrapostu, v levé ruce drží ozubené kolo, přes pozdviženou pravou ruku má přehozenou drapérii a ve vlasech vavřínový věnec. Dílo bylo vytvořeno technikou lití a je umístěno na plintu na malém kvádrovém soklu. Signace sochy je provedena na plintu vyrytím textu „VINC. MAKOVSKÝ 1938“. Socha je asi 3,1 m vysoká a do bronzu ji odlil František Barták.
Plastika Průmysl je párová socha k plastice Obchod a obě tato díla byla nejprve umístěna u Peněžní burzy (Národního shromáždění) a roku 1945 přemístěny do Zbraslavi. Později byl Průmysl přemístěn na současné místo a Obchod do Příbrami, odkud zmizel a doposud se nenalezl.

## Galerie

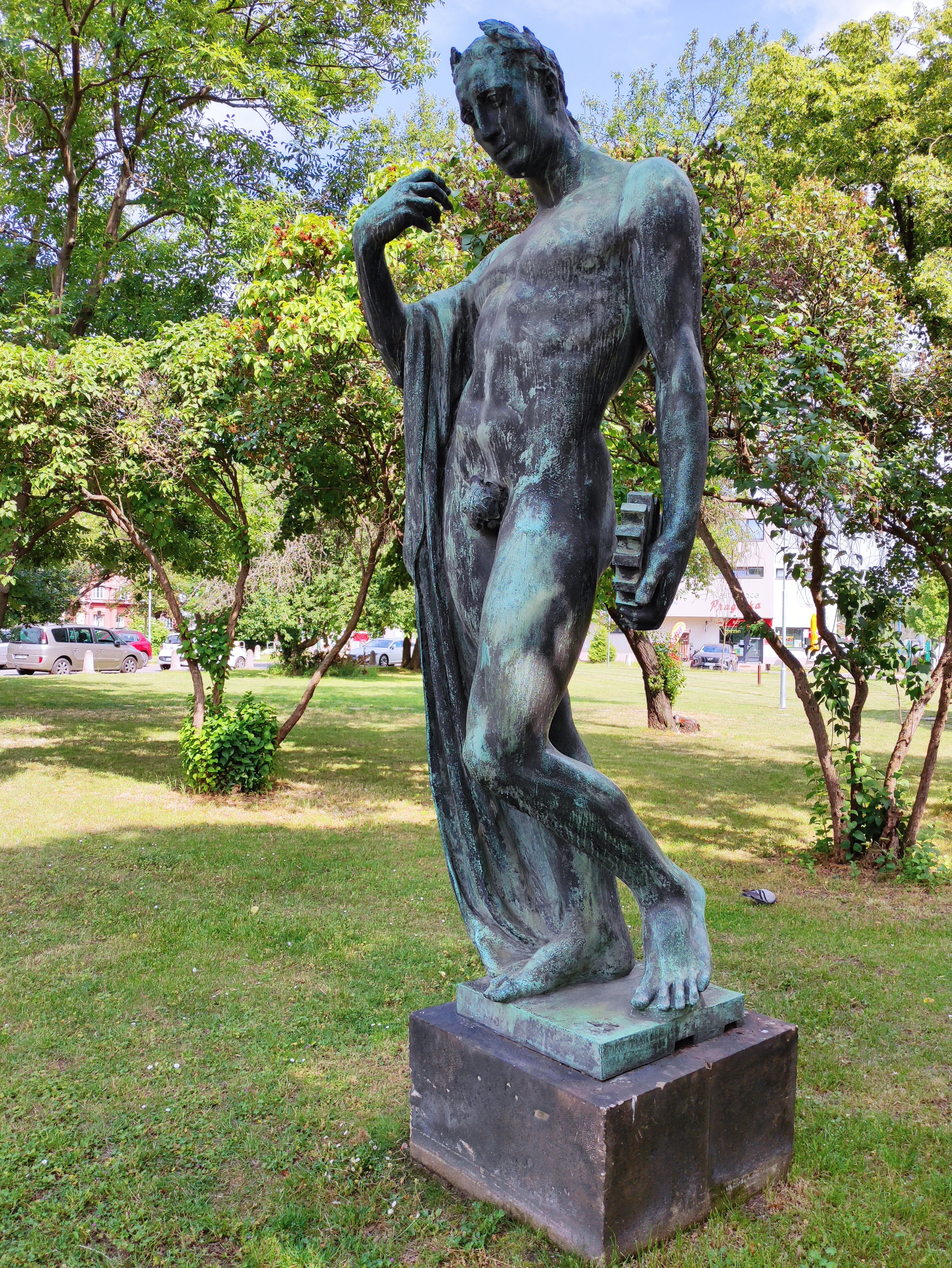
Pohled zepředu
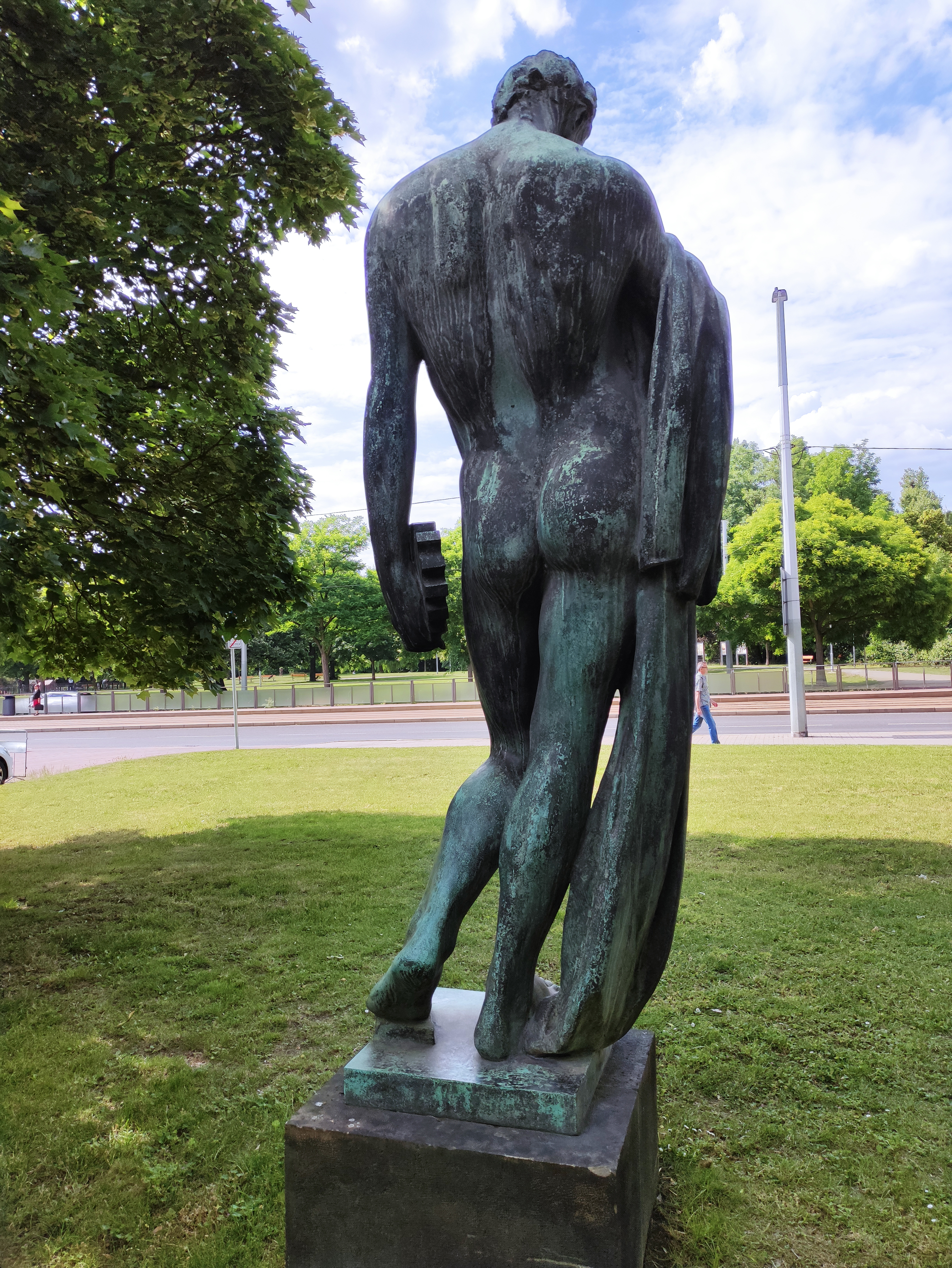
Pohled zezadu
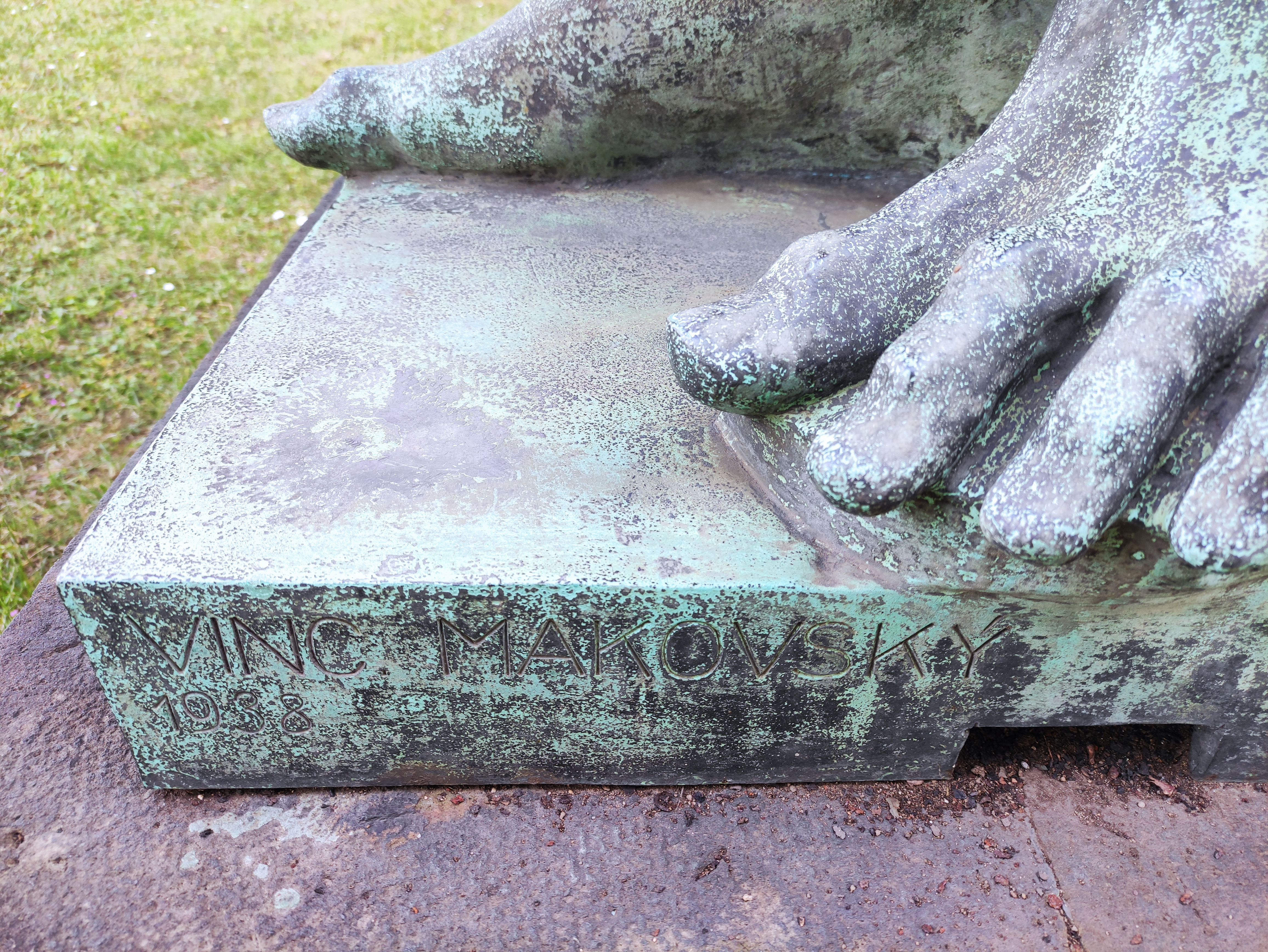
Signace díla
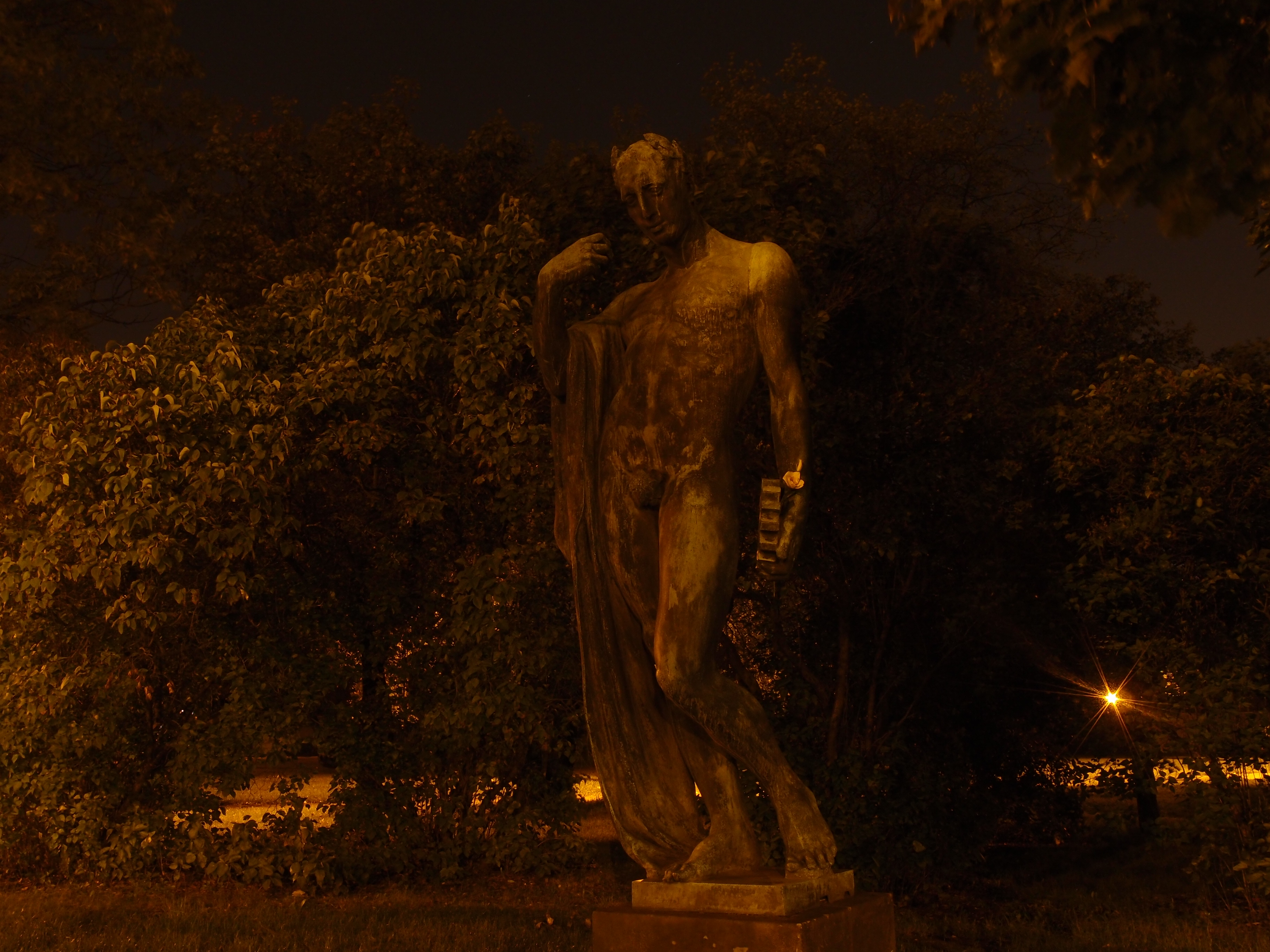
Socha v noci